# 드리븐
《드리븐》(영어: Driven)은 레니 할린의 2001년 액션 스포츠 영화이다. 실베스터 스탤론이 각본을 쓰고 제작에 참여하는 한편 연기도 맡았다. 그 외에 버트 레이놀즈, 킵 파듀, 틸 슈바이거, 지나 거숀, 에스텔라 워런 등이 출연하였다. 스탤론은 이를 포뮬러 원을 소재로 하는 영화 프로젝트로 시작하였으며 1997년 이탈리아 그랑프리에 참석해 기자 회견도 가졌지만, 후에 원래 계획을 폐기하고 배경 및 소재를 미국의 챔프 카 월드 시리즈로 변경하여 촬영을 진행하였다.
2002년 제22회 골든 라즈베리상에서 최악의 작품상, 최악의 감독상, 최악의 각본상, 최악의 커플상(레이놀즈와 스탤론), 최악의 남우조연상(레이놀즈와 스탤론) 후보에 올랐으며, 에스텔라 워런이 이 영화와 《혹성탈출》(2001)을 통해 최악의 여우조연상을 수상하였다.
스탤론은 후에 이 영화를 만든 것을 후회한다고 하였다.

## 출연
- 실베스터 스탤론 - 조 "더 해머" 탠토 역
- 버트 레이놀즈 - 칼 헨리 역
- 킵 파듀 - 제임스 로먼 "지미" 블라이 역
- 틸 슈바이거 - 보 브랜던버그 역
- 지나 거숀 - 캐시 헤이기 모레이노 역
- 에스텔라 워런 - 소피아 시몬 역
- 크리스티안 데라푸엔테 - 메모 모레이노 역
- 스테이시 에드워즈 - 루크리샤 "룩" 클랜 역
- 로버트 숀 레너드 - 더밀 블라이 역
- 브렌트 브리스코 - "크러셔" 역
- 레니 할린 - 대체 드라이버 역

 본인 역 카메오 출연
- 마리오 앤드레티, 자크 빌뇌브, 후안 파블로 몬토야

## 우리말 녹음
SBS 성우진 (2003년 3월 23일)
- 이정구 - 존 탠토(실베스터 스탤론)
- 안지환 - 보 브랜던버그(틸 슈바이거)
- 구자형 - 지미 블라이(킵 파듀)
- 김병관 - 칼 헨리(버트 레이놀즈)
- 우정신 - 소피아(에스텔라 워런)
- 강구한 - 더밀(로버트 숀 레너드)
- 윤소라 - 캐시(지나 거숀)
- 이진화 - 룩(스테이시 에드워즈)
- 윤병화
- 김혜경
- 이병식
- 홍승섭
- 장주영
- 김소형